# Nuria Barrios
Nuria Barrios es escritora y traductora. Es doctora en Filosofía por la Universidad Complutense de Madrid, ciudad donde nació, y máster de Periodismo El País por la Universidad Autónoma de Madrid. Ha traducido al español al novelista irlandés John Banville, así como a su heterónimo Benjamin Black, a James Joyce y a la escritora estadounidense Amanda Gorman. Imparte clases en el Máster de Creación Literaria de la Universidad Internacional de Valencia y dirige un taller sobre mitos y literatura en la Escuela de Escritura Creativa de Clara Obligado. Es articulista del diario El País

## Biografía
Es autora del ensayo La impostora (Cuaderno de traducción de una escritora), que ganó el Premio Málaga de Ensayo; de las novelas Todo arde y El alfabeto de los pájaros; de los libros de relatos Amores patológicos, Ocho centímetros, El zoo sentimental y Balearia; y de los libros de poemas La luz de la dinamo, ganador del Premio Iberoamericano de Poesía Hermanos Machado; Nostalgia de Odiseo y El hilo de agua, ganador del Premio Ateneo de Sevilla.
Como cuentista está presente en numerosas antologías, entre ellas: Páginas amarillas, Vidas de mujer, Cuentos de mujeres solas, Pequeñas resistencias, Tu nombre flotando en el adiós, Comedias de Shakespeare, Cuentos breves de ir y venir, Hombres (y algunas mujeres) y Tsunami, miradas feministas.
Ha traducido a John Banville/Benjamin Black, a James Joyce y a Amanda Gorman.
Ha sido autora invitada en la residencia de escritores Ledig House (Nueva York), en la Fondazione Santa Maddalena (Florencia), en Toji Cultural Centre (Corea del Sur) y en la Fundación Valparaíso (Mojácar).

## Obra

### Narrativa
- Amores patológicos (Páginas de Espuma, 2023)
- Todo arde (Alfaguara, 2020)
- Ocho centímetros (Páginas de Espuma, 2015)
- El alfabeto de los pájaros (Seix Barral, 2011)
- El zoo sentimental (Alfaguara, 2000)
- Balearia (Plaza y Janés, 2000)

### Poesía
- La luz de la dinamo (Vandalia, 2017). Premio Iberoamericano de Poesía Hermanos Machado
- Nostalgia de Odiseo (Vandalia, 2012)
- El hilo de agua (Algaida, 2004). Premio Ateneo de Sevilla

### Ensayo
- La impostora. Cuaderno de traducción de una escritora (Páginas de Espuma, 2022)

### Obras colectivas
- Tsunami, miradas feministas, (Sexto piso, 2019)
- Hombres (y algunas mujeres) (Zenda, 2019)
- Cuentos breves de ir y venir (DeBolsillo, 2009)
- Comedias de Shakespeare (451 Editores, 2007)
- Tu nombre flotando en el adiós (Ediciones B, 2003)
- Cuentos de mujeres solas (Alfaguara, 2003)
- Pequeñas resistencias, (Páginas de Espuma, 2002)
- Vidas de mujer (Alianza, 1998)
- Páginas amarillas (Lengua de Trapo, 1997)

### Traducciones
- La guitarra azul, John Banville
- Muerte en verano, Benjamin Black
- Venganza, Benjamin Black
- Órdenes sagradas, Benjamin Black
- Las sombras de Quirke, Benjamin Black
- La rubia de ojos negros, Benjamin Black
- La colina que ascendemos, Amanda Gorman
- Mi nombre es nosotros, Amanda Gorman
- La canción del cambio, Amanda Gorman
- Los muertos, James Joyce